# Kerstin Eden

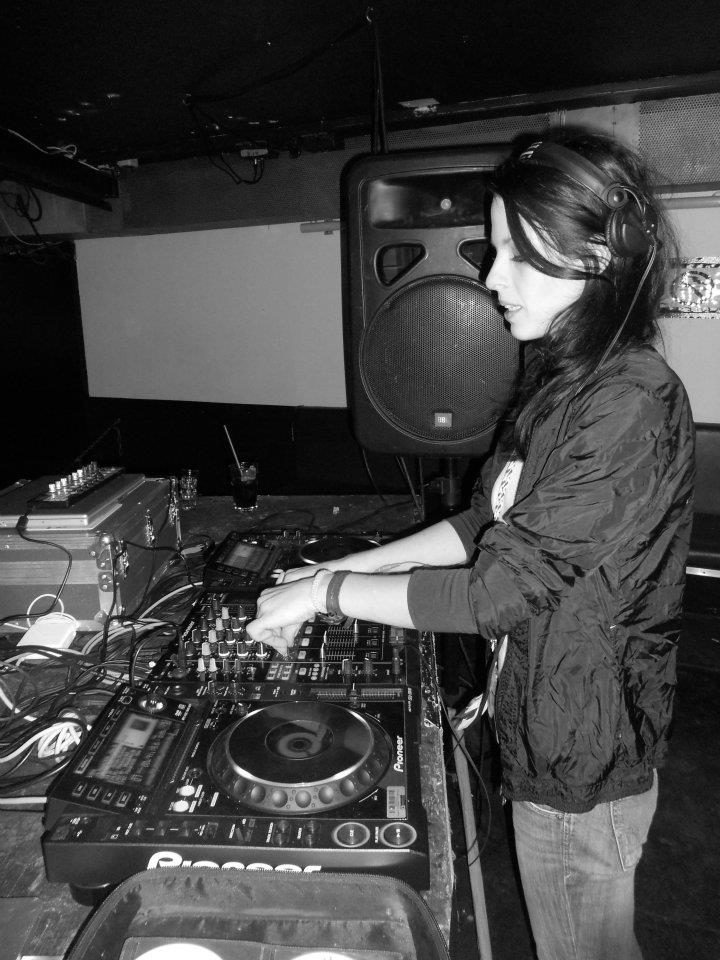
Kerstin Eden

Kerstin Eden (* 1983) ist eine deutsche Techno-DJ und Musikproduzentin.

## Leben
Kerstin Eden wuchs auf dem Land auf und betrat mit 15 Jahren erstmals den Club Fusion in Münster, was ihr Interesse an Techno weckte. Ab 2003 hatte sie unter dem Pseudonym k.lectra ihre ersten Auftritte als DJ. 2008 zog sie nach ihrer Ausbildung zur Veranstaltungskauffrau nach Berlin. 2010 wurde sie zur Resident-DJ im U60311 und zahlreiche Bookings entstanden in Zusammenarbeit mit der Agentur Abstract, darunter bei Festivals wie Mayday, Nature One oder Rave On Snow. 2012 erschienen ihre ersten Tracks. 2015 zog sie nach Frankfurt am Main.

## Diskografie (Auswahl)
- 2012: Freiflug (Single)
- 2014: Lucky Bastard (EP, mit Pascal FEOS)
- 2015: No Reason No Sense (Single)